# Suisse aux Jeux olympiques d'été de 1980
La Suisse participe aux Jeux olympiques d'été de 1980 à Moscou. Il s'agit de sa 19e participation à des Jeux d'été.

## Médaillés

### Médailles d'or
- Robert Dill-Bundi — cyclisme, 4.000m homme, poursuite individuelle
- Jürg Röthlisberger — Judo, Men's Middleweight (86 kg)